# Ips sexdentatus
Ips sexdentatus là một loài côn trùng trong họ Curculionidae. Loài này được Boerner miêu tả khoa học đầu tiên năm 1767.
Đây là loài gây hại của cây Pinus nigra, phát triển phổ biến ở Romania.